# Francisco Orlich Bolmarcich
Francisco José Orlich Bolmarcich (ur. 10 marca 1907 w San Ramón w Alajueli, zm. 29 października 1969 w San Jose) – kostarykański polityk socjaldemokratyczny i posiadacz ziemski (plantator kawowy), działacz Partii Wyzwolenia Narodowego.
Jako zwolennik i jeden z bliższych przyjaciół Jose Figueresa Ferrera wspomógł go w jego rewolucji antyrządowej w 1948, dowodząc siłami powstańczymi, a następnie wchodził w skład jego rządów - od 1948 do 1949 oraz od 1953 do 1956 sprawował urząd ministra robót publicznych. W 1958 wystartował w wyborach prezydenckich, lecz pokonał go Mario Echandi Jimenez. Ostatecznie funkcję tę sprawował od 8 maja 1962 do 8 maja 1966.